# Мартовские события в Баку (1918)
Мартовские события (азерб. Mart hadisələri) — межэтнические столкновения в марте 1918 года, приведшие к многотысячным жертвам, в основном, среди мусульман в Баку и других населённых пунктах Бакинской губернии. Активную роль в антимусульманских погромах сыграли вооружённые отряды армянской партии «Дашнакцутюн».

## Предшествующие события
Согласно американскому историку Майклу Смиту, армянские солдаты, помня о геноциде армян 1915 года и видя продолжающиеся жестокости со стороны турецкой армии, возвращались в Армению для защиты армянского населения. Воинствующий национализм армянских дашнаков составил основу их идеологии. Отступающие войска, по-своему понимавшие события, сочли себя загнанными в ловушку между турецкой армией и местными мусульманами, которые воспринимались ими «пятой колонной». Мусульманское население, которое в основном было лояльно к Российской империи в годы первой мировой войны, теперь начало вооружаться для самообороны и ждать прихода турок в качестве освободителей, чем подтверждало прогнозы своих противников. Первые столкновения начались летом 1917 года. Центром насилия стал многонациональный Баку, в котором были сосредоточены русские, армянские и азербайджанские войска. Постепенно ведущей силой в регионе стал Бакинский совет, главную роль в котором играли социал-демократы и эсеры разного толка (русские, армяне, грузины и евреи). Интересы мусульманского населения представляла партия «Мусават», которую практически не допускали к участию в органах власти города Баку. Вооружённая милиция состояла из бывших русских армейских частей и армянских отрядов, под руководством дашнаков. Эти условия подготовили почву для мартовских событий, когда подчиняющиеся Совету русские и дашнакские войска пытаясь установить контроль над бакинскими улицами, столкнулись с вооружёнными мусульманскими группами.

## Столкновения в Баку

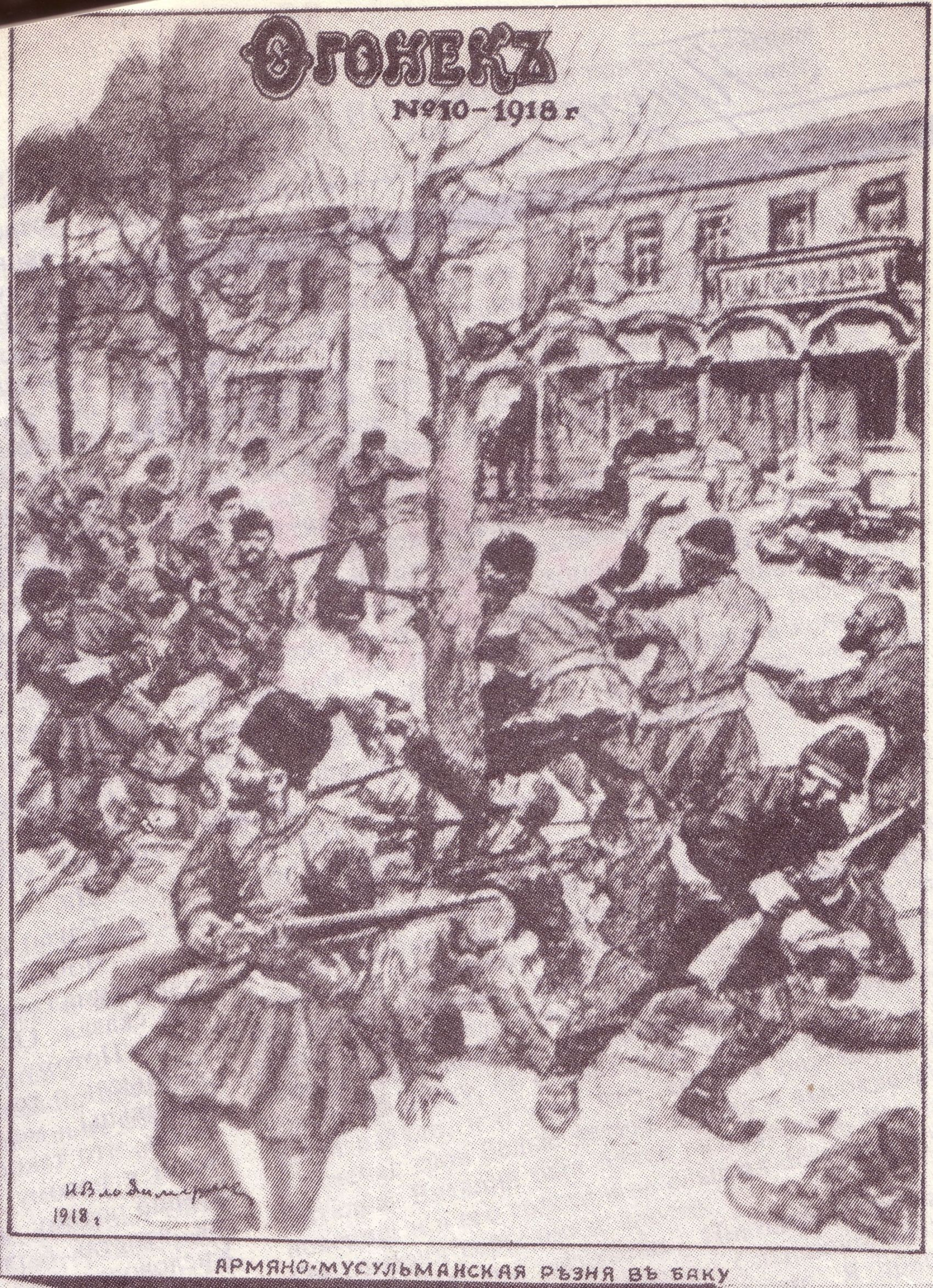
«Армяно-мусульманская резня в Баку». Обложка журнала «Огонёк» № 10-1918

Мартовские события начались, по версии мусульманской стороны, когда Бакинский Совет разоружил и задержал небольшой азербайджанский вооруженный отряд, прибывший в качестве почётного караула на похороны сына азербайджанского миллионера Тагиева.
27 (15) марта 1918 года на пароходе «Эвелина» из Ленкорани в Баку прибыл отряд из пятидесяти офицеров и солдат сформированного Бакинским Мусульманским Национальным Комитетом Ленкоранского конного дивизиона во главе с генералом Талышинским. Они собирались участвовать в похоронах своего сослуживца, сына миллионера Гаджи Зейналабдина Тагиева — Мамеда Тагиева, который был убит во время столкновения между мусульманскими и русско-армянскими частями в городе Ленкорань. Руководители Бакинского Совета предъявили ультиматум, потребовав от военнослужащих в течение 24 часов сдать своё оружие. 18 марта военнослужащие дивизиона согласились сдать оружие. Однако разоружение азербайджанских военнослужащих, пытавшихся уехать из города, вызвало возмущение мусульманского населения города, которое восприняло это как оскорбление убитого горем Тагиева-отца и провокацию, так как требования о разоружении не распространялись на другие этнические и партийные вооруженные формирования, имевшиеся в городе. 30 (18) марта в различных частях города стали сооружаться баррикады и возникать стихийные митинги с требованием вернуть военным конфискованное у них оружие, или же разоружить и другие этнические формирования.

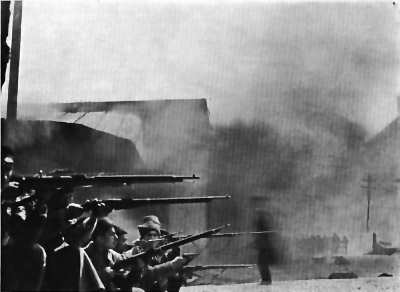
Вооружённые армяне в районе сожжённого азербайджанского («татарского» по тогдашней терминологии) базара. Баку, март 1918

Другую версию высказывает британский исследователь Питер Хопкирк. Согласно ей, хотя Шаумяну и удалось сформировать коалицию между большевиками, армянами и мусульманами, однако это равновесие было хрупким. Мусульмане опасались усиления армян, вооружаемых британской армией, и обратились к единоверцам за помощью. Столкновения начались с прибытия 30 марта в порт Баку вооруженных подразделений мусульманской «Дикой дивизии». Отправленные для досмотра чиновники были обстреляны, некоторые из них были убиты. Подошедшие силы большевиков разоружили прибывшие подразделения. Однако после отправки в Баку дополнительных отрядов Дикой дивизии город стал полем битвы.
В тот же день на квартире большевика Н. Нариманова начались переговоры между руководителем Бакинского Совета Шаумяном, и лидером «Мусавата» М. Э. Расулзаде. Стороны почти достигли соглашения о возвращении конфискованного оружия, когда поступила информация о провокационном обстреле конного отряда Красной Армии на Шемахинской улице. Лидеры большевиков немедленно обвинили в инциденте азербайджанцев, хотя виновники инцидента установлены не были, и прервав переговоры, начали против них активные боевые действия. Впоследствии Шаумян признавал, что воспользовался этим инцидентом для уничтожения оппозиции в лице «Мусавата»:
Мы должны были дать отпор, и мы воспользовались поводом, первой попыткой вооруженного нападения на наш конный отряд, и открыли наступление по всему фронту. Благодаря стараниям и местного Совета и перебравшегося сюда Военно-революционного комитета Кавказской Армии (из Тифлиса и Сарыкамыша) у нас были уже вооруженные силы — около 6 тысяч человек. У «Дашнакцутюн» имелось также около 3—4 тысяч национальных частей, которые были в нашем распоряжении. Участие последних придало отчасти гражданской войне характер национальной резни, но избежать этого не было возможности. Мы шли сознательно на это. Мусульманская беднота сильно пострадала, но сейчас она сплачивается вокруг большевиков и вокруг Совета.

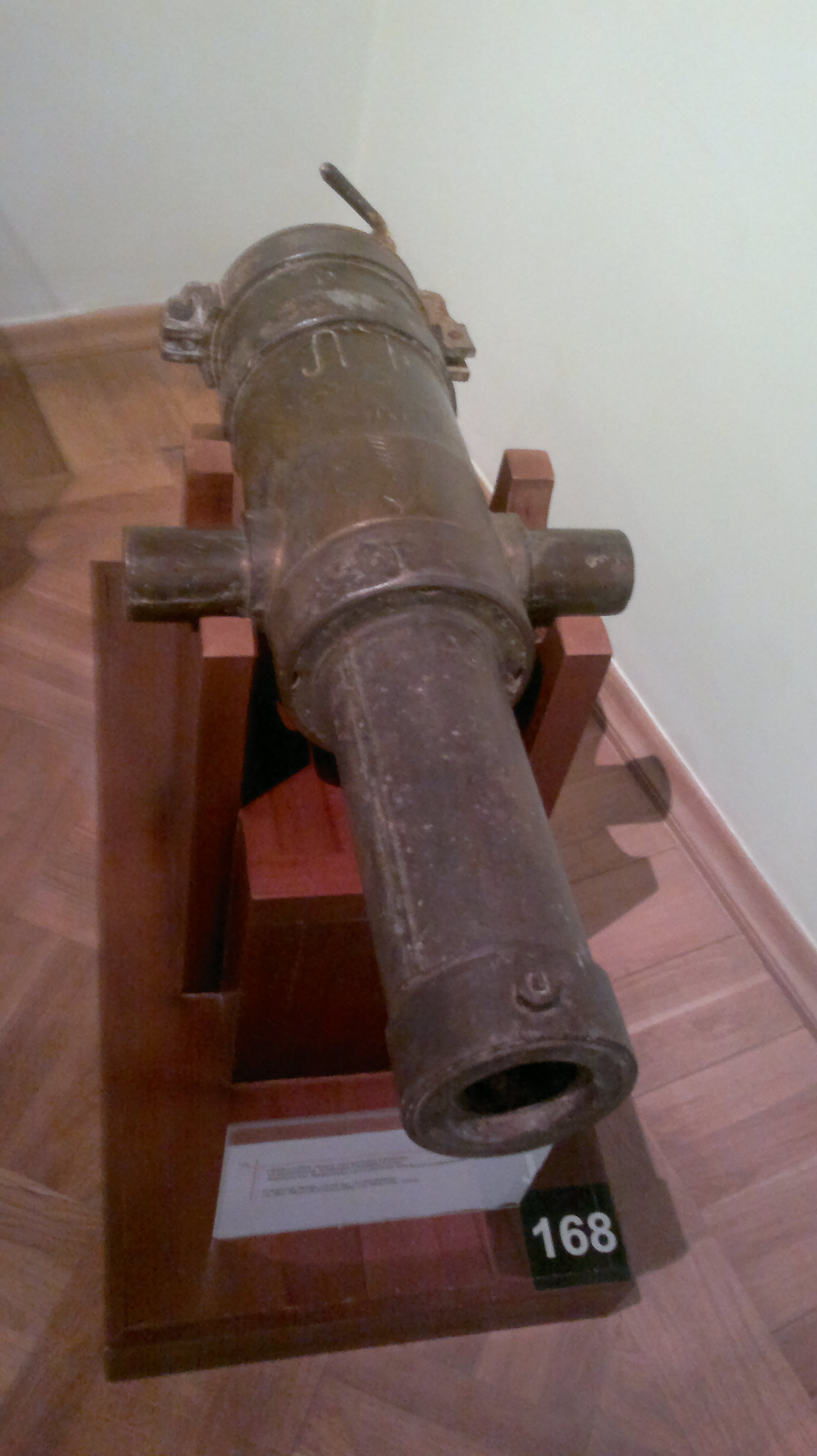
Дашнакская пушка, участвовавшая в мартовских боях 1918 года. Музей истории Азербайджана (Баку)

Армянский национальный комитет со своей стороны принимал меры к тому, чтобы сдержать армянские массы от участия в столкновении. Но, в отличие от него, комитет партии „Дашнакцутюн“, изначально заявивший о своем нейтралитете, после начала вооруженных столкновений выступил на стороне большевиков. В то же время согласно А. Микояну, некоторые национальные армянские части приняли участие в боях на стороне Красной армии, лишь когда победа Красной Армии была уже ясна.
Бакинский Совет совместно с поддержавшими его вооруженными формированиями «Дашнакцутюн» развернул наступление на мусульманские кварталы. Для бомбардировки этих кварталов использовались аэропланы, а два корабля Каспийской флотилии обстреливали их с моря. В занятых мусульманских кварталах происходили грабежи и убийства мирных мусульман, в том числе женщин и детей. Занимались этим преимущественно армянские вооруженные формирования. Плохо вооруженные и организованные мусульманские формирования были не в состоянии сдержать натиск объединённых формирований большевиков и дашнаков и запросили перемирия.
Образованный Бакинским Советом Комитет Революционной обороны предъявил партии «Мусават» ультиматум, в котором выдвигались следующие условия:
1. Открытое и безоговорочное признание Бакинского Совета как единственной власти, и абсолютное повиновение всем его приказам;
2. Вывод с территории Баку азербайджанской воинской части дикой дивизии;
3. Открытие сообщения на железной дороге Баку — Тифлис и Баку — Петровск.

Вечером 31 (19) марта Руководство «Мусават» уведомило Исполнительный комитет Бакинского совета о принятии всех условий предъявленного ультиматума, а на следующий день, утром 1 апреля (20 марта) на азербайджанских домах Баку появились белые флаги.

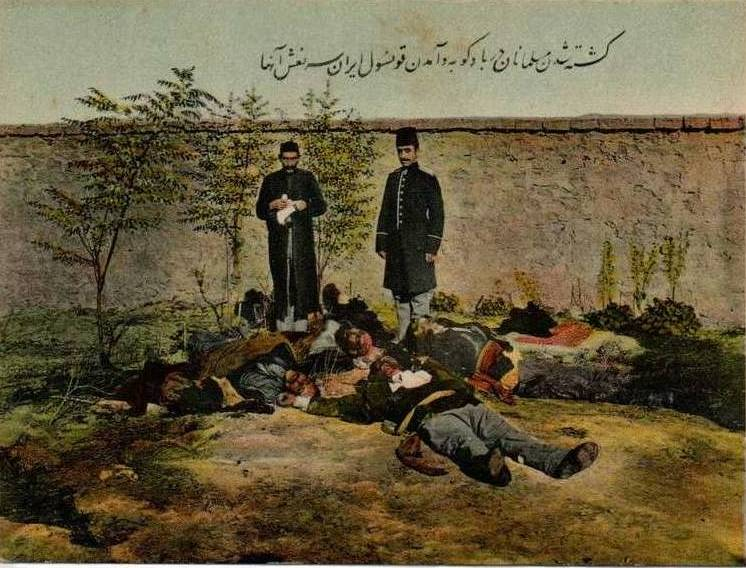
«Мусульмане, убитые в Баку и консул, прибывший, чтобы увидеть их тела». Почтовая открытка Ирана

Однако после принятия ультиматума, вооруженные формирования дашнаков устроили грабежи, поджоги и убийства в мусульманских кварталах города Согласно британскому исследователю Питеру Хопкирку:
Армяне, увидев, что их старинные враги бегут, теперь жаждали мести. Поэтому бои продолжились до тех пор, пока практически все мусульманское население не было изгнано из города или вырезано. На пятый день, хотя значительная часть города была все еще в огне, сопротивление прекратилось, и улицы остались заполнены убитыми и раненными, которые практически все были мусульманами.
В 11 часов утра 2 апреля (21 марта) 1918 года руководство Бакинского совета официально согласилось на перемирие с азербайджанцами, однако убийства и грабежи в азербайджанских кварталах продолжались вплоть до 5 апреля (24 марта) 1918 года. Начался массовый исход мусульманского населения из города. По словам британского вице-консула в Баку майора Макдоннела, в городе «не осталось ни одного сколько-нибудь важного мусульманина».

## Последствия
Степан Шаумян считал мартовские события триумфом советской власти в Закавказье. По его словам:
Результаты боев блестящие для нас. Разгром противника был полнейший. Мы продиктовали им условия, которые беспрекословно были подписаны. Убитых более трех тысяч с обеих сторон. Советская власть в Баку все время висела в воздухе благодаря сопротивлению мусульманских националистических партий. Эти партии во главе с феодальной (бекской и ханской) интеллигенцией, укрепившись в Елисаветполе и Тифлисе благодаря подлой и трусливой политике меньшевиков, стали в последнее время очень агрессивны и в Баку. Из листков, изданных нами и при сем прилагаемых, вы увидите, что они начали наступление на нас. Решалась судьба Закавказья. Если бы они взяли верх в Баку, город был бы объявлен столицей Азербайджана, все немусульманские элементы были бы обезоружены и вырезаны.

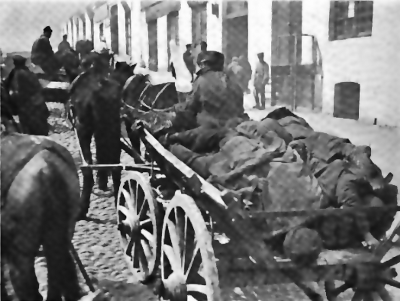
Очистка улиц Баку от убитых. Март, 1918

По словам американского историка Тадеуша Свентоховского, «в своем энтузиазме Шаумян возможно позабыл, что в 1905 году он сам обвинял царизм в том, что тот пользовался плодами армяно-мусульманской резни. Сомнительно, чтобы он, в отличие от азербайджанцев, заметил какое-либо сходство».
В то же время лидер «Мусавата» М. Э. Расулзаде оценивал эти события следующим образом:
В мартовских событиях обвиняли „Мусават". Это было совершенно безосновательно, так как для объявления войны нужно было располагать хоть какой-нибудь физической силой, которой у „Мусавата" не было. Другие обвиняют „Мусават" в том, что он вызвал мартовские события путём защиты идеи автономии Азербайджана. Это может быть похоже отчасти на правду. Если бы мы покорно гнули головы перед врагами нашей свободы, не было бы, может быть, этих событий. Но мы этого сделать не смогли. Мы открыто в то время требовали автономию для Азербайджана. Этим мы увеличивали число наших врагов.
По словам Фируза Каземзаде, Совет спровоцировал гражданскую войну в надежде уничтожить власть своего наиболее влиятельного противника, партии «Мусават». Однако когда Совет обратился за помощью к «Дашнакцутюн» в борьбе с азербайджанскими националистами, гражданская война переросла в резню, и армяне стали убивать мусульман вне зависимости от их политической принадлежности или социального и экономического положения.

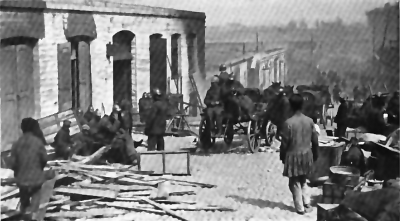
Последствия резни в азербайджанском («татарском» по тогдашней терминологии) квартале Баку. Март, 1918

Большевики открыто признали свою неспособность предотвратить устраиваемые дашнакскими формированиями антимусульманские погромы, которые распространились и на близлежащие города и села. Однако, с другой стороны, глава компартии Азербайджана Т. Нуруллаев позднее отмечал, что во время мартовских событий одним из выдающихся революционных деятелей Азербайджана и членом Баксовета Мешади Азизбековым были образованы «комитеты спасения», благодаря которым удалось спасти тысячи азербайджанцев, причём он также смог защитить от поджога и разрушения фабрику Г. З. Тагиева.
Немецкий историк Йорг Баберовски отмечает, что в середине апреля 1918 армянская группировка дашнакского офицера Степана Лалаева проникла в район Шемахи, выполняя официальную директиву коммуны. Около 30 000 жителей города были зверски убиты или изгнаны. Солдаты Лалаева убивали детей и стариков, женщин насиловали и сбрасывали с балконов. Многие женщины и дети укрылись в городских мечетях, которые были сожжены солдатами и беженцы сгорели в них заживо.
Аналогичные события произошли в конце апреля 1918 года в Кубинском уезде, куда прибыл из Баку отправленный Шаумяном отряд дашнаков под командованием Амазаспа. Здесь, по словам Баберовского, отряд Амазаспа учинил жестокую расправу над жителями города Куба, а также сжёг 122 селения Кубинского уезда. За один день только в Кубе солдатами Амазаспа было убито 2000 жителей города и разрушено 150 домов в его центре. В 2007 году во время строительства в городе Куба стадиона было обнаружено массовое захоронение. Согласно исследованиям азербайджанских учёных, обнаруженные здесь человеческие останки принадлежат местным жителям различных национальностей, подвергшихся в 1918 году массовой резне. На сегодняшний день обнаружено 400 останков, включая около 50 детских и 100 женских.
Согласно Степану Шаумяну, в ходе столкновений с обеих сторон погибло 3000 человек. С этой цифрой согласны Пайпс, Свентоховский и Альтштадт. Азербайджанские источники приводят цифры от десяти до двенадцати тысяч. С учётом числа жертв, мартовские события были одним из наиболее кровавых эпизодов в ходе российской революции. По словам Тадеуша Свентоховского, в умах азербайджанцев Бакинская коммуна стала горьким символом большевистско-армянского сговора, рождённого в кровавой бане мартовских событий. Эти события привели к отчуждению мусульманских масс от большевиков, власть которых оказалась недолговечной. Узнав о резне, вооружённые отряды выдвинулись из Дагестана на помощь единоверцам, однако они были разбиты 10 апреля большевиками. В июле 1918 года власть в Баку перешла к Диктатуре Центрокаспия, а бакинские комиссары вынуждены были бежать в Красноводск, где они были расстреляны местными эсерами. Диктатура Центрокаспия также продержалась недолго, и в сентябре 1918 года правительство АДР установило контроль над городом в результате битвы за Баку.
Согласно Майклу Смиту, партия «Мусават» использовала мартовские события для построения мифа о создании новой азербайджанской нации.

## Расследование
15 июля 1918 г. постановлением Совета Министров АДР была создана Чрезвычайная Следственная Комиссия (ЧСК), «для расследования насилий, произведенных над мусульманами и их имуществом в пределах всего Закавказья со времени начала Европейской войны». Собранные ЧСК материалы к августу 1919 г. составляли 36 томов и 3500 страниц. 6 томов, 740 страниц из них отражали насильственные акты, произведенные над мусульманским населением города Баку и его окрестностей; в них присутствовало огромное количество свидетельств, в том числе от немусульман и иностранцев.
На основе данных, собранных бакинской группой ЧСК, в которую входили товарищ прокурора Бакинского окружного суда А.Е.Клуге, присяжный поверенный Мамед Хан Текинский, присяжный поверенный А. А. Александрович (Литовский), юрист А. А. б. Гаджи Ирзаев, товарищ прокурора Гянджинского Окружного суда Ч. Б. Клоссовский и нередко участвовавший в допросах сам председатель ЧСК А. б. Хасмамедов, было опубликовано постановление ЧСК от 24 июля 1919 года:

Чрезвычайная Следственная Комиссия при Азербайджанском Правительстве, рассмотрев настоящее дело о разгроме города Баку в связи с докладом по сему же делу члена Комиссии А.Е. Клуге, нашла, что данными произведенного Комиссией расследования, изложенными в упомянутом докладе Клуге, установленными как показаниями свидетелей: ..., так и приобщенными к делу протоколами осмотров, протоколами экспертиз и фотографическими снимками, жители города Баку: ... достаточно изобличаются в том, что, вследствие побуждений, проистекавших из вражды религиозной и племенной к мусульманскому населению, действуя по соглашению между собой и другими пока следствием не обнаруженными лицами, и соединенными силами, составили шайку из нескольких тысяч человек, вооруженных огнестрельным и холодным оружием, которая, поставив своей целью истребление мусульманского населения, а равно похищение и уничтожение его имущества, 18 марта 1918 года, в городе Баку, напала на мусульманскую часть города и, громя их в течение нескольких дней: 1. убила в это время до 11000 мусульман-мужчин, женщин и детей, сопровождая эти убийства особенными жесто-костями, как то насилованием женщин, отрезанием у них грудей, бросанием живыми в огонь, подниманием грудных детей на штыки и т.п., 2. похитила у населения разного имущества на сумму не менее 400 миллионов рублей и 3. уничтожила поджогами в некоторых районах, например, в Мамедлинском районе, или же на базаре, почти сплошь все помещения, населенные мусульманами, а также некоторые другие, принадлежащие мусульманам общественные и частные здания, как-то: здание редакции газеты «Каспий» и мусульманского Благотворительного общества «Исмаилие» и мусульманские гостиницы «Дагестан», «Искендерие», «Исламие», а потому: на основании 396 ст Уг. Суд., постановления Правительства Азербайджанской Республики от 21 марта с.г. и предложения Министра Юстиции от 25 июня сего же года за № 3166, Чрезвычайная Следственная Комиссия
Постановила: названных выше жителей города Баку ... привлечь к настоящему делу в качестве обвиняемых, предъявив им обвинение по 13, 129, 927, 1452, 1453, 1607, 1633, 1636 ст. ст. Улож. О Нак.. ...

Председатель: А.Хасмамедов (подпись) Члены Чрезвычайной Следственной Комиссии: Ч.Б.Клоссовский, А.А. Александрович (подписи)

## Мартовские события в историографии

Мемориал на Аллее Шахидов, в Баку, в память о жертвах Мартовских событий 1918 года и Чёрного января 1990

По мнению историка Майкла Смита, в годы советской власти история мартовских событий фальсифицировалась. События марта 1918 года преподносились как «мятеж мусаватистов» против законной советской власти, а советская историография создала миф о Бакинской Коммуне, основанной на принципах социального и национального мира. Бакинские комиссары преподносились как герои, павшие в борьбе с контрреволюцией. Советская власть уничтожила мусульманское кладбище в Нагорном парке, где были похоронены жертвы мартовских событий. На этом месте был создан парк имени Сергея Кирова, который в 1990 году вновь стал кладбищем для жертв трагедии 20 января 1990 года, в котором наряду с могилами последних имеются и могилы трёх жертв мартовской бойни, найденных во время похорон в 1990 году. На всех трёх могилах написано «Шахиды 1918 года».
Правительство Азербайджанской Демократической Республики уделяло особое внимание мартовским событиям 1918 года. 15 июля 1918 года Совет Министров принял постановление о создании чрезвычайной следственной комиссии для расследования этой трагедии. 31 марта 1919 и 1920 годов был объявлен Азербайджанской Демократической Республикой траурным днем. В 1998 году президент Азербайджана Гейдар Алиев объявил 31 марта «Днем геноцида азербайджанцев» в память о погибших в марте 1918 года.
Как отмечает Майкл Смит, в Азербайджане, отмечая свои новые траурные дни забывают, что азербайджанцы были не только жертвами насилия, но и сами совершали насилия, и что армяне были не только насильниками, но и жертвами. Ни одно межэтническое столкновение не проходило изолированно. На каждую резню одной стороны приходилась резня другой.
27 марта 2012 года по представлению губернатора штата Нью-Йорк Эндрю Куомо, законодательный орган штата принял резолюцию, провозглашающую 31 марта «Днём памяти азербайджанцев» в память о жертвах боёв в марте 1918 года.

## В искусстве

### В литературе
- Курбан Саид, «Али и Нино» (1937)
- Банин, «Кавказские дни» (1945)
- Лев Вайсенберг, «Младшая сестра» (1952)
- Мартовские события упоминаются в книге путевых заметок Джона Дос Пассоса «Восточный экспресс» (1927)
- Стихотворение Мухаммеда Хади «Посвящение мученикам свободы» (азерб. Şühədayi-hürriyyətimizin əhvalinə-ithaf)[31]